# The Verve Music Group

Verve-Logo

The Verve Music Group bzw. Verve Records ist ein US-amerikanisches Musikunternehmen und Plattenlabel, das sich ursprünglich auf Jazz-Produktionen spezialisiert hatte.

## Geschichte
Verve Records, benannt nach dem Begriff für ein lockeres beschwingtes Lebensgefühl (Verve – dieser Begriff hat im Deutschen, Englischen und Französischen etwa die gleiche Bedeutung), wurde 1956 von Norman Granz gegründet und war ein Zusammenschluss von Granz’ früheren Labels Down Home, Norgran Records (gegründet 1953) und seinem ältesten Label Clef Records, das er 1946 gegründet hatte. Auf Clef waren die (von Granz veranstalteten) Jazz At The Philharmonic-Konzertmitschnitte erschienen. How High The Moon mit Ella Fitzgerald war die erste Live-Platte, die auf dem Markt erschien. Der Vertragsabschluss mit Ella Fitzgerald legte den Grundstein für Verve Records; das zunächst kleine Label erlangte mit dem zunehmenden künstlerischen Erfolg Fitzgeralds internationales Renommee.
Die erste Produktion von Verve Records wurde ein Bestseller und gilt als Klassiker des American Jazz: „Ella Fitzgerald Sings the Cole Porter Songbook“. Weitere Einspielungen von Fitzgerald sicherten später den Erfolg des neuen Labels. Getragen von Verve wurde Ella 1958 für ihre Duke-Ellington- und Irving-Berlin-Interpretationen als erste Jazzsängerin mit dem Grammy Award ausgezeichnet. Insgesamt sieben Einspielungen der Jazzsängerin ebneten den Weg für das Verve-Label.
Anfang der 1960er begann Verve, stets in Konkurrenz mit dem Label Blue Note Records, seine Angebotspalette erheblich aufzufächern; das Label begann Folk-, Lyrik- und Cabarettplatten zu produzieren und sprang auch auf den fahrenden Zug des Rock ’n’ Roll auf. Granz verkaufte sein Unternehmen Verve 1961 für etwa 3 Millionen US-Dollar an den Medienkonzern MGM und zog sich zunächst, um den Vertrag zu erfüllen, völlig aus dem Plattengeschäft zurück. Unter der neuen Regie von Creed Taylor wurden Stars wie Stan Getz  unter Vertrag genommen. Taylor verstand sich auf ausgezeichnete Jazz-Produktionen. Dennoch verließ er 1967 das Label, gründete aber zuvor noch ein stilfremdes „Unterlabel“, das Verve Folkways genannt wurde (später umbenannt in Verve Forecast) mit Folkmusik im Repertoire. Zu Taylors erfolgreichsten Produktionen gehören u. a. Herb Alpert & The Tijuana Brass.
Ende der 1960er Jahre entstanden bei Verve auch Plattenproduktionen von Musikgruppen wie The Velvet Underground oder Frank Zappa & The Mothers of Invention; diese wurden damals als extrem experimentell rezipiert.
1972 wurde das Label von der PolyGram-Gruppe übernommen; zunächst fanden keine Produktionstätigkeiten mehr statt. Nach dem Aufkommen der CD Anfang der 1980er knüpfte Verve mit Backkatalog-Aufnahmen vieler seiner Jazztitel wieder an die alte Erfolgsgeschichte an. Durch Initiative von Jean-Philippe Allard nahm das Plattenlabel ab Ende der 1980er Jahre erfolgreich – neben remasterten Titeln aus dem alten Katalog – aktuelle Trends auf.
Seit 1997 publiziert das Label jährlich einen Sampler unter dem Titel "Verve Today JJJJ" (JJJJ ist Platzhalter für die jeweilige Jahresangabe), auf dem die Verve Music Group einen Ausschnitt aus dem aktuellen Programm vorstellt. Diese Sampler haben inzwischen einen eigenen Status erreicht, spiegeln sie doch einerseits die aktuelle musikalische Entwicklung des Labels wider, andererseits versammeln sie in der Regel Höhepunkte der vorgestellten Werke.
1998 wurde das Musiklabel Verve mit Seagram’s Universal Music Group vereinigt und gehört nun zu einer Reihe anderer Produktionsfirmen wie Universal Music, impulse!, GRP, EmArcy, Decca, MPS und etlichen anderen Labels unter dem Dach der Universal.
Inzwischen hat sich die Verve Music Group wieder als Jazzlabel im Markt positionieren können. Neben bekannten Stars der heutigen Jazzszene zeichnet sich das Label auch durch die Pflege von Altstars aus (z. B. wurde im Juli 2010 ein neues Album von Jerry Lee Lewis veröffentlicht).
Verve stellt immer wieder Künstler vor, deren Musik eher zur Pop- oder zur Weltmusik gehören. Diese Vielfalt stößt bei einigen Jazzpuristen auf Kritik, ermöglicht aber vertraglich gebundenen Künstlern oft neue Wege der kreativen Zusammenarbeit.

## Jazz-Sammlungen
Bei Mosaic Records sind seit 1983 folgende Sammlungen aus dem Verve-Katalog erschienen:
- 1986 Buddy DeFranco – The Complete Verve Records Recordings of the Quartett/Quintett with Sonny Clark
- 1997 Teddy Wilson – The Complete Verve Records Recordings of the Trio
- 1998 Charlie Ventura & Flip Phillips – The Complete Verve/Clef Studio Sessions
- 1999 Anita O’Day – The Complete Verve Records/Clef Sessions
- 1999 Stuff Smith – The Complete Verve Records Sessions
- 1999 Kid Ory – The Complete Verve Sessions
- 2000 Johnny Hodges – The Complete Verve Records Small Group Sessions 1956-61
- 2003 Gerry Mulligan – The Complete Verve Concert Band Sessions
- 2003 Roy Eldridge – The Complete Verve Records Studio Sessions
- 2004 Tal Farlow – The Complete Verve Sessions
- 2005 Count Basie – The Complete Clef/Verve Records Fifties Studio Recordings
- 2005 Buddy Rich – Argo, Emarcy and Verve Small Group Sessions
- 2006 Oliver Nelson – The Verve/Impulse Big Band Sessions (1962–1966)
- 2006 Dizzy Gillespie – The Verve/Philips Small Group Sessions 1954–1964

## Produzierte Instrumentalisten, Solisten und Gruppen (Auswahl)
Instrumentalisten
- Coleman Hawkins
- Charlie „The Bird“ Parker
- Count Basie
- Duke Ellington
- Oscar Peterson
- Dizzy Gillespie
- Bud Powell
- Lester Young
- Kid Ory
- Stan Getz
- Ben Webster
- Bill Evans
- Roy Eldridge
- Gerry Mulligan
- Buddy Rich
- Gene Krupa
- Barbara Dennerlein
- Illinois Jacquet
- Art Tatum
- Jimmy Smith

Solisten
- Billie Holiday
- Bing Crosby
- Ella Fitzgerald
- Natalie Cole
- Blossom Dearie
- Anita O’Day
- Carmen McRae
- Nina Simone
- Mel Tormé
- Laura Nyro
- Sally Kellerman
- Diana Krall
- Sarah Vaughan
- Joe Williams
- Till Brönner
- Lizz Wright
- Irene Reid
- Laura Fygi

Gruppen
- Talk Talk
- The Mothers of Invention
- The Righteous Brothers
- The Velvet Underground